# Kalajābād
Kalajābād (persiska: كُلوچ آباد, كُلوج آباد, قَلعِه جوق, كُلِج آباد, كُلّوج آباد, کلج آباد, كَلَّج آباد, كُلج آباد, Kolūchābād) är en ort i Iran.   Den ligger i provinsen Zanjan, i den nordvästra delen av landet, 280 km nordväst om huvudstaden Teheran. Kalajābād ligger 1 254 meter över havet och antalet invånare är 212.
Terrängen runt Kalajābād är kuperad åt nordost, men åt sydväst är den bergig.Runt Kalajābād är det ganska glesbefolkat, med 47 invånare per kvadratkilometer. Närmaste större samhälle är Gowhar, 3,6 km nordost om Kalajābād. Trakten runt Kalajābād består i huvudsak av gräsmarker.